# Corybas taliensis
Corybas taliensis är en orkidéart som beskrevs av Tang och Fa Tsuan Wang. Corybas taliensis ingår i släktet Corybas, och familjen orkidéer. Inga underarter finns listade i Catalogue of Life.